# Anisodactylus melanopus
Anisodactylus melanopus är en skalbaggsart som beskrevs av Samuel Stehman Haldeman. Anisodactylus melanopus ingår i släktet Anisodactylus och familjen jordlöpare. Inga underarter finns listade i Catalogue of Life.